# Estigmene aureacosta
Estigmene aureacosta là một loài bướm đêm thuộc phân họ Arctiinae, họ Erebidae.